# Georg Seidl (Politiker)
Georg Seidl (* 21. Juli 1896 in Kleinbaumgarten, Niederösterreich; † 21. Mai 1968 in Mistelbach, Niederösterreich) war ein österreichischer Politiker (CSP, VF, ÖVP).

## Leben
Nach dem Besuch der Volksschule und des Gymnasiums schrieb sich Seidl an der Hochschule für Bodenkultur in Wien ein, an der er Agrarwissenschaften studierte, und schloss sich 1918 der katholischen Studentenverbindung KaV Norica Wien an. Danach war er als Landwirt tätig. Er engagierte sich in der Heimwehr an der Seite von Julius Raab.

## Politik
Seine politische Karriere begann Seidl 1929, als er in den Gemeinderat seiner Heimatgemeinde Gaubitsch gewählt wurde. Nur ein Jahr später zog Seidl im Dezember 1930 als Abgeordneter der Christlichsozialen Partei (CSP) in den Nationalrat ein, dem er bis Mai 1934 angehören sollte. Von 1934 bis 1938 war er als Vertreter der Selbständigen der Berufsgruppe Land- und Forstwirtschaft Mitglied des Bundeswirtschaftsrates. 1936 wurde Seidl zum Bürgermeister von Gaubitsch gewählt; er blieb es bis zum „Anschluss“ Österreichs, im Jahr 1938.
Im Dezember 1945 wurde Seidl, dieses Mal als Mitglied der Österreichischen Volkspartei (ÖVP), erneut in den Nationalrat gewählt; er war danach elf Jahre, bis zum Juni 1956, als Nationalratsabgeordneter tätig.
Seidl war in der Zweiten Republik Obmann der Bezirksbauernkammer von Laa an der Thaya.